# Unchained
Unchained, или American II: Unchained — 82-й студийный альбом кантри-исполнителя Джонни Кэша, изданный в 1996 году. Второй альбом серии American Recordings, получившей своё название от одноимённого лейбла звукозаписи. Unchained получил Грэмми в номинации «лучший кантри альбом».

## Об альбоме
В отличие от первого альбома серии American Recordings, где Джонни исполняет все песни в одиночестве, на Unchained ему аккомпанирует рок-группа Tom Petty and the Heartbreakers в составе Тома Петти, Майка Кэмпбелла, Хоуи Эпштейна, Бенмонта Тенча и Стива Ферроне, а также в качестве гостей на альбоме появились Линдси Бакингем и Мик Флитвуд из группы Fleetwood Mac, басист Red Hot Chili Peppers Фли и барабанщик Кёрт Бискера, в результате чего альбом звучит скорее в жанре кантри-рока, нежели акустического кантри-фолкa, как его предшественник American Recordings. Кроме того, Unchained больше ориентирован на каверы, нежели на собственный материал Кэша, что также отличает его от первого альбом серии. Помимо прочих здесь представлены песни группы Soundgarden («Rusty Cage»), Бека («Rowboat») и Тома Петти («Southern Accents»), наиболее популярные на данном альбоме.

## Список композиций
| #   | Название                               | Продолжительность | Автор(ы)                                                    | Изначально записана                                                        |
| --- | -------------------------------------- | ----------------- | ----------------------------------------------------------- | -------------------------------------------------------------------------- |
| 1.  | Rowboat                                | 3:44              | Бек                                                         | Беком на альбоме Stereopathetic Soulmanure (1994)                          |
| 2.  | Sea of Heartbreak                      | 2:42              | Пол Хэмптон, Хэл Дэвид                                      | Доном Гибсоном на одноимённом сингле (1961)                                |
| 3.  | Rusty Cage                             | 2:49              | Крис Корнелл                                                | Группой Soundgarden на альбоме Badmotorfinger (1991)                       |
| 4.  | The One Rose (That’s Left in My Heart) | 2:26              | Дэл Лайон, Лэна МакИнтайр                                   | Джимми Роджерсом (1930)                                                    |
| 5.  | Country Boy                            | 2:31              | Джонни Кэш                                                  | Кэшем на альбоме With His Hot and Blue Guitar (1957)                       |
| 6.  | Memories Are Made of This              | 2:19              | Ричард Дэхр, Терри Гилкисон, Фрэнк Миллер                   | Дином Мартином и группой The Easy Riders (1956)                            |
| 7.  | Spiritual                              | 5:06              | Джош Хэйдэн                                                 | Группой Spain на альбоме The Blue Moods of Spain (1995)                    |
| 8.  | Kneeling Drunkard’s Plea               | 2:32              | Мэйбелл Картер, Анита Картер, Хелен Картер, Джун Картер Кэш | Дуэтом The Louvin Brothers на альбоме Satan Is Real (1960)                 |
| 9.  | Southern Accents                       | 4:41              | Том Петти                                                   | Группой Tom Petty and the Heartbreakers на альбоме Southern Accents (1985) |
| 10. | Mean Eyed Cat                          | 2:33              | Джонни Кэш                                                  | Кэшем на альбоме Sings Hank Williams (1960)                                |
| 11. | Meet Me in Heaven                      | 3:21              | Джонни Кэш                                                  |                                                                            |
| 12. | I Never Picked Cotton                  | 2:39              | Бобби Джордж, Чарльз Уильямс                                | Роем Кларком на одноимённом сингле (1970)                                  |
| 13. | Unchained                              | 2:51              | Джуд Джонстоун                                              | Джуд Джонстоун на альбоме Coming of Age (2002)                             |
| 14. | I’ve Been Everywhere                   | 3:17              | Джефф Мак                                                   | Лаки Старром и Хэнком Сноу                                                 |